# 听力减退
听力减退（hearing loss）又稱聽力缺損、聽力損失，簡稱失聽，屬於一種聽覺障礙，意思是聽力“減損”或“退化”，使致聽覺部分或完全喪失；耳聾（deafness）又稱失聰，則是指完全沒有或幾乎沒有聽力。聽力減退可能發生在單耳或雙耳，有可能是暫時或永久性質。孩童的聽力問題可能影響語言學習，而對成人可能造成工作上的困難。對某些人而言，聽力減退可能造成孤獨感，尤其是老年人口。
聽力減退的可能成因包括：遺傳學、老化、暴露於噪音環境、感染、生產相關併發症、耳朵外傷、某些藥物或毒素。中耳炎是造成聽力減退的常見症狀，而妊娠期間的某些感染如梅毒和風疹也可能造成聽力減退。建議所有新生兒都應接受聽覺測試，若在測試中發現單耳或雙耳無法聽見25分貝的音量，則診斷為聽力減退。聽力減退可分級為輕度、中度、中度至重度、重度、深度，並主要分類為傳導性聽力喪失、感覺神經性耳聾、混合性聽力喪失。
半數聽力減退病例是可預防的，包含疫苗注射、妊娠照護、噪音防護，以及避免某些藥物。世界衛生組織建議年輕人使用可攜式媒體播放器一日不要超過一小時。早期發現及支持治療對孩童尤其重要。助聽器、手語、人工耳蝸，及字幕對大多數患者有幫助。讀唇法也可以幫助患者的溝通。然而，世界上仍有許多地區無法對於聽力減退者給予適當的協助。
根據統計，2013年約十億人罹患不同程度的聽力減退。聽力減退導致失能的人數約5%（3.6至5.38億），中度至重度失能的人數約1.24億。中度至重度失能者中，有1.08億人（約87%）生活在中低收入國家。而有6500萬人於兒童時期就罹病。 使用手語和聾人文化成員的人認為自己和一般人有所差異而非疾病。大多數聾人文化成員反對治療耳聾，有一些人對耳蝸植入物有疑慮，認為可能會破壞他們的文化。

## 定義
動物的聽覺靈敏度可以以其可以聽到的最小強度聲音來定義，也就是聽闕。人和一些動物的聽闕可以用听力图來表示。在量測時會用聽力計〈audiometer〉產生不同頻率的聲音，量測聲音在各頻率下可以使受測者有反應的最小強度。听力图也可用电生理测试（electro-physiological）的方式進行，受測者不需針對聲音進行反應。
動物的聽闕會隨著頻率不同而不同，若不同頻率、相同強度的聲音同時產生，有些頻率的聲音會相當大聲，而有些頻率的聲音卻會小到幾乎聽不見。一般而言，若提高聲音的振幅，聲音會比較容易被聽到，若動物使用聲音互相溝通，溝通所用聲音的頻率往往也是聽覺靈敏度最好的頻率。不同頻率下的聽覺靈敏度會受聽覺系統的各部份所影響，從外耳的生理特性到傳導訊號到大腦聽覺區的神經。

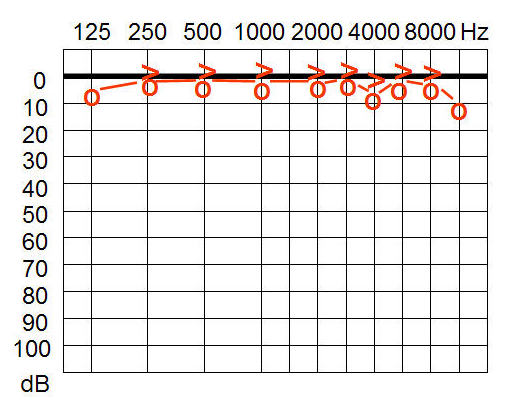
听力正常

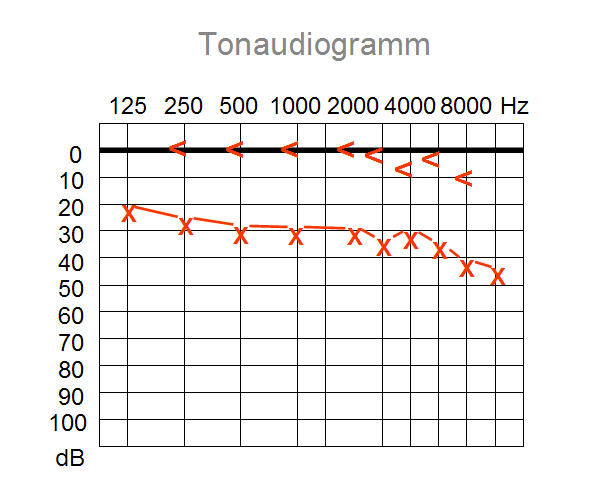
听力受损

人類的听觉障碍主要是指人對於日常說話的頻率有較低的靈敏度。1997年，世界卫生组织（WHO）颁布标准，根据在500Hz、1000Hz、2000Hz和4000Hz四个频率点的平均听力损失，将听觉受損的嚴重程度分成4个等级：26~40dB为轻度，41~60dB为中度，61~80dB为重度，大于80dB为极重度。听力测试时，由一般的音量開始，設法將音量提高到待測者可以聽到的程度，若音量提高的程度越大，表示听觉受損越嚴重。若是嚴重的耳聾，即使測量聽力用的聽力計以最大音量產生聲音，也都無法聽到。
有時听觉障碍也和言語感知能力有關，這類情形下可以聽到別人說話的聲音，可是無法理解其中的意思。言語感知測驗可以測驗一個人理解談話的能力。有幾種罕見的听觉障碍只影響言語感知能力。

## 流行病學
在一般人的觀點下，視聾的定義，全球聾人人口約在 0.1% 左右（即千分之一）。由於醫療設施不夠完善，於開發中國家的聾人數目通常超越已開發國家。世界上有至少 5% 的人（即每二十人中一人）有聆聽的困難，並影響他們的生活。且大多數有聽力減退的人都是老人，或者在完成學業開始工作後才有失聰情況出現。

## 原因
以下是一些听觉障碍的主要原因。

### 年齡
隨著人們年齡的增加，對於高頻聲音的聽力會慢慢減弱，可以聽到聲音的頻率上限也會慢慢下降，例如只有25歲以下的青年人可以聽到頻率約17.4kHz的蚊音，此一現象稱為老年性耳聾。這個現象從剛成年時就開始出現，但不會影響日常溝通對話的能力，一直到老年時才對溝通造成影響。因為年齡造成的听觉下降是正常的，其現象也和因噪音、毒素或病原體造成的听觉障碍不同。

### 噪音
听觉障碍中約有一半是因為噪音而造成的，造成約5%人口一定程度的聽力問題。機場或高速公路周圍的噪音約在65至75 dB(A)之間，若附近的住戶有相當多時間的戶外生活或是窗戶的隔音不佳時，長期暴露在此強度的噪音會降低聽力。

### 遺傳
听觉障碍也可能是遺傳的，有許多基因會造成听觉障碍，有些對聽覺的影響不大，有些則對造成嚴重的听觉障碍。基因有分為顯性和隱性，若家族中有造成听觉障碍的顯性基因，即使雙親中只有一個有此基因，子女得到听觉障碍的比例也會比較高。若家族中有造成听觉障碍的隱性基因，後代也可能具有這様的基因，但只能在從雙親都遺傳到此基因的情形下，子女才會有听觉障碍的症狀。

### 疾病
許多疾病都可能會影響聽力，如痲疹可能會破壞前庭耳蝸神經，腦膜炎可能會破壞前庭耳蝸神經或耳蜗。自體免疫性疾病也可能會破壞耳蜗，腮腺炎可能會造成單耳或雙耳的聽力受損。

### 藥物
有些藥物會對聽力造成不可逆的傷害，也因此在使用上受到限制，像慶大黴素等氨基糖苷類抗生素，及像順鉑等化疗藥物。
有些藥物會傷害聽力，但其傷害是可逆的，這種藥物包括利尿劑、阿斯匹靈、非類固醇消炎止痛藥及大環內酯。波士頓布萊根婦女醫院的研究指出，非類固醇消炎止痛藥（像布洛芬）對听觉的影響在女性身上比較明顯，尤其是一週服用布洛芬達六次以上的婦女。

### 化學藥劑
除藥物外，有些化學藥劑有耳毒性，會使聽力下降，例如鉛、甲苯（在石油及車輛廢氣）及窒息性氣體等。這些化學藥劑也會對聽力造成影響。

### 受傷
若是耳朵受傷或大腦中處理聽覺的部份受損，也可能會影響聽覺。
頭部受傷的人很容易有听觉障碍或是耳鳴的情形，可能是暫時性的，但也可能是永久性的。美國供聾人和弱聽人士的高等學院高立德大學，其首任聾人校長歐文·金恩·喬丹就是因為21歲時的一次摩托車意外，顱骨骨折而喪失聽力。

## 分类
耳聋可以依其形態、嚴重程度及發病時間（是否已開始學習語言）分類，有些耳聋只影響一個耳朵，有些耳聋則是二個耳朵都受到影響。耳聋主要可以分為三類：感觉神经性耳聋、传导性耳聋及混合型耳聋。

### 感觉神经性耳聋
感觉神经性耳聋是源于内耳（耳蜗）、前庭耳蜗神经或中枢听觉系统的异常，使得內耳收到的訊號無法傳達到中枢听觉系统。最常見造成感觉神经性耳聋的原因是因為耳蜗中毛細胞的受損，依照定義．超過70歲以上的長者約有一半有聽力減退的問題。

### 传导性耳聋
传导性耳聋源于外耳和（或）中耳的声音传导链的异常，使得聲音無法傳達到內耳，可能是因為外耳畸形、耳膜或中耳三小骨的機能異常、耳膜的缺陷可能會造成不同程度的聽力減退，例如耳膜感染後形成的肉芽組織若貼到中耳內側時，可能會使耳膜機能異常。
中耳中的鐙骨、錘骨與砧骨（听小骨）若機能異常，也會造成传导性耳聋。聽小骨的活動性可能因為許多原因而受損：包括外傷、感染或關節僵硬，都有可能影響聽覺。

### 混合性耳聋
混合性耳聋結合了上述二種耳聋的症狀。慢性耳部感染可能會破壞耳蜗或中耳听小骨，也有可能二者都受損，一般會試圖手術治療，但不一定有效。若是嚴重的传导性耳聋，一般會增加可传导聲音的輔助設備，若耳朵是乾的，沒有被感染，會增加氣導助聽的設備。若耳朵不是乾的，比較適合用骨传导助聽設備。若傳導部份的聽力減退超過30–35 分貝，氣導助聽設備比較不易改善聽障問題，像骨锚助听器或Ponto等骨传导助聽設備可能會是比較好的選擇。

### 语前聋
语前聋是在语言习得之前就有的聽力減退，一般可能是先天異常或是在嬰兒時期就有的聽覺受損。语前聋會損害一個人口說語言的能力。若兒童在習慣使用手語的家庭中成長，很少會有語言發展遲緩的問題，但大部份语前聋不是因為遺傳，是因為疾病或外傷所造成，而家庭中的其他成員也不會有手語溝通的經驗。若在剛開始的二至四年內植入人工耳蝸，语前聋的兒童可以在口語學習上有顯著的進步。

## 術語
聾人社群以外，聾一詞通常解釋為完全失聰，部份失聰者則被稱作聽障或弱聽。這些都是病理學術語，是指一種疾病或殘障。
政治正確運動讓人們開始使用聽障一類詞語，而不用聾一字，實為聾的委婉語。國外一些認同聾人文化的人，認為自己屬於獨有文化語言的少數族群，對“聽障”一類詞語反感，甚至感到侮辱。不過在華人社區裡，“聽障”等詞語仍廣被聾人社會接受。
由于聋人无法直接聆听发音，只能通过其它感官，如眼看口形，或用手感受声带振动学习说话，模仿发音时会有困难，故有“十聋九哑”的说法。然而聾人如果聲帶健全，是有機會學習發聲及說話的，因此聾人不一定都是啞巴，如教育家海伦·凯勒，使用聾啞（Deaf-mute）一詞描述聾人並不合適，例如他本人。

## 聾人文化觀點
在聾人的觀點下，每位聾人都有自己的聾文化特質，同時有為數不少的人認同於所謂的聾人文化。其中大多數都是天生聾人，或在幼年耳聾的人；也有一些是聾人子女。他們有些會利用手語交流，並不把自己視為有殘障的人，是一個擁有自己文化及語言的少數族群。不友善的環境才是真正的障礙。這些人將聾當作一種文化身份，多於當作聽覺狀況看待。

## 延伸閱讀
- 鄺浩然︰【用心聽 聾健共融】通識教材套（页面存档备份，存于），龍耳出版，2013年9月

## 外部連結
- 中華民國聾人協會 （页面存档备份，存于）
- 中華民國聽障者體育運動協會 （页面存档备份，存于）
- 中華民國聽障人協會 （页面存档备份，存于）
- 香港中文大學手語及聾人研究中心 （页面存档备份，存于）
- 香港聾人協進會 （页面存档备份，存于）
- 澳門聾人協會 （页面存档备份，存于）
- Gallaudet University: Demographics of Deafness （页面存档备份，存于）
- DeafWebsites.com （页面存档备份，存于）
- Deaf 24/7 （页面存档备份，存于）
- 龍耳 （页面存档备份，存于） 服務聾人及弱聽的香港慈善團體，亦有提供手語課程。